# فروسين
الفِرُّوسين هو مركب عضوي فلزي للحديد صيغته Fe(C5H5)2 وهو معقد تناسقي وشكل خاص من المركبات الشطيرية التي تدعى الميتالوسينات. في هذا المركب تحاط بذرة الحديد المركزية حلقتان من أنيون حلقي البنتاديينيل، ويوجد في الشروط القياسية على شكل مسحوق برتقالي فاتح.

## التحضير
توجد عدة طرق لتحضير الفروسين. وحضر أول مرة سنة 1951 وفق تفاعل حسب آلية تفاعل غرينيار:
كما يمكن التحضير من تفاعل الحديد الفلزي مع بخار حلقي البنتاديين:

تحضير الفروسين بالتفاعل المباشر بين الحديد وحلقي البنتاديين

## الخواص

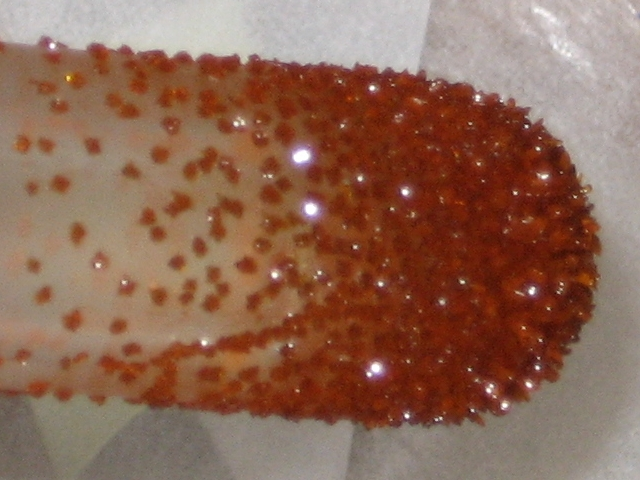
تسامي بلورات الفروسين تحت التفريغ

يوجد الفروسين في الشروط القياسية على شكل مسحوق بلوري برتقالي، وهو عملياً غير منحل في الماء؛ لكنه ينحل في المذيبات العضوية مثل التولوين. يتميز المركب بأنه ثابت ومستقر حرارياً حتى درجة حرارة تصل إلى 400 °س.
يتسامى الفروسين، خاصة تحت التفريغ، إذ تبلغ قيمة ضغط البخار عند الدرجة 25 °س مقدار 1 باسكال.

## الاستخدامات
للفروسين العديد من التطبيقات البحثية والعملية؛ وخاصة في مجال التحفيز فعلى سبيل المثال يستخدم الفروسين ومشتقاته على شكل حفازات لتسريع تفاعلات الاحتراق لوقود الصواريخ المعتمد على بيركلورات الأمونيوم (Ammonium perchlorate composite propellant).